# Abwasch

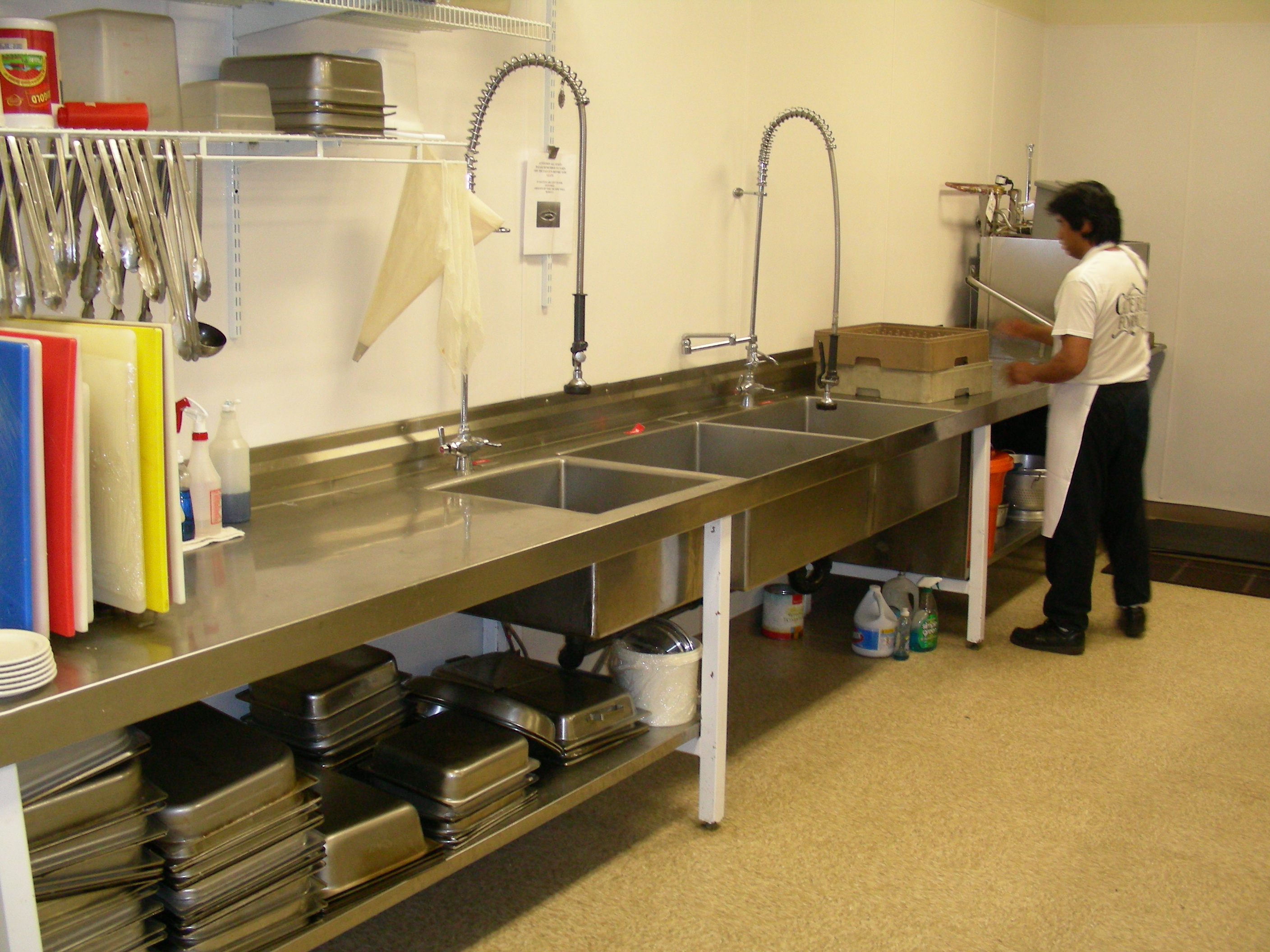
Spülbecken in Großküche

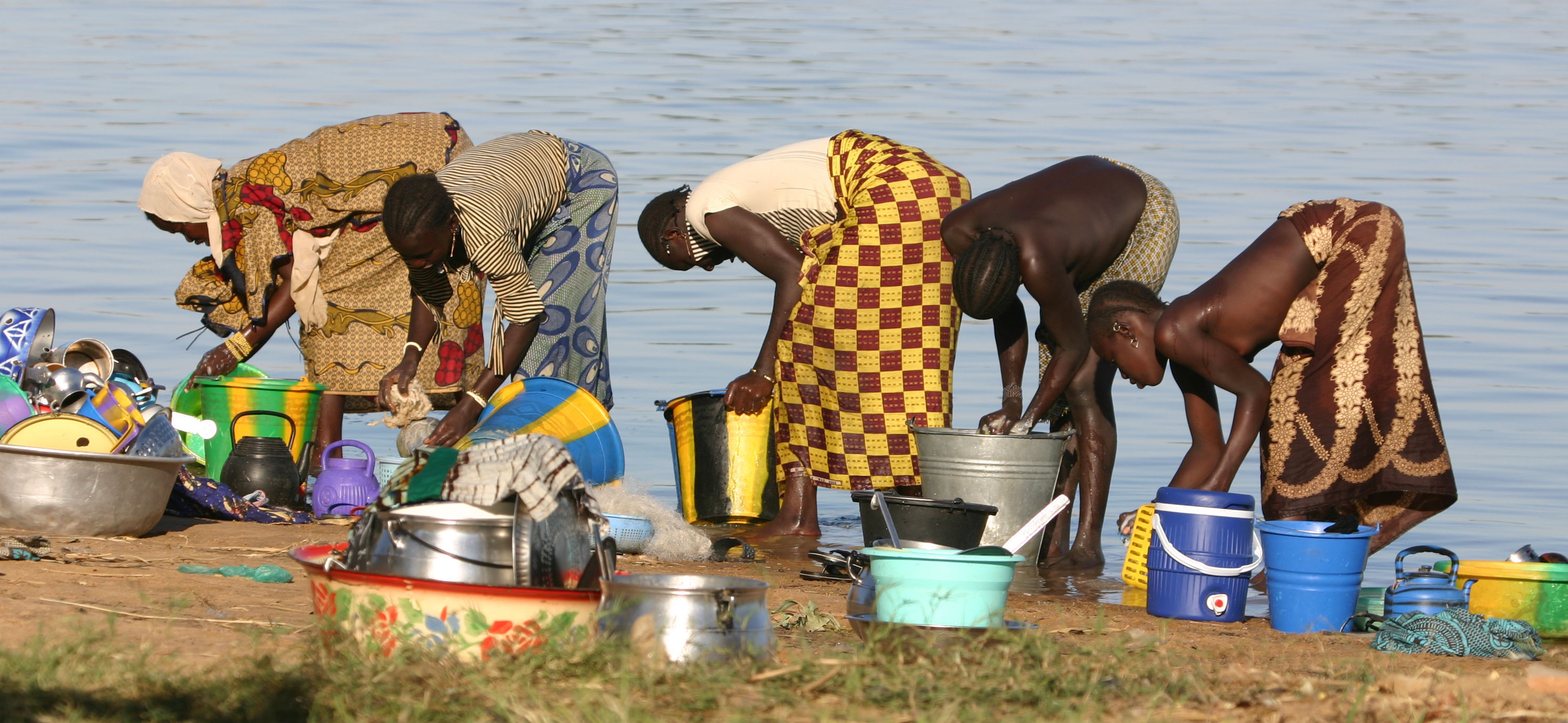
Abwasch am Ufer des Niger

Als Abwaschen bzw. den Abwasch machen, auch Aufwaschen oder Spülen bezeichnet man das Reinigen von Ess- und Kochgeschirr, Besteck, Töpfen, Pfannen und Ähnlichem.
Hilfsmittel sind neben warmem Wasser zum Beispiel Topfschwamm, Spülmittel, Bürste, Lappen, Schwamm. Das anschließende Abtrocknen des gereinigten Spülgutes kann mit Hilfe eines Geschirrtuches erfolgen.
Seit der Etablierung der Geschirrspülmaschine in den 1960er Jahren wird der Abwasch in den Industrieländern seltener von Hand erledigt. Vor dem Siegeszug der Spülmaschine galt das Spülen als ein Paradebeispiel für eine unqualifizierte, niedere Tätigkeit: „Vom Tellerwäscher zum Millionär“ ist eine Redewendung zur Beschreibung einer bei Null gestarteten Bilderbuchkarriere.
In Österreich wird der Begriff „die Abwasch“ auch für Spülbecken verwendet.